# Carlo Romanò
Carlo Romanò, indicato anche con le variante di Romano (Cantù, 4 maggio 1789 – Dongo, 13 novembre 1855), è stato un vescovo cattolico italiano.

## Biografia
Nacque a Cantù il 4 maggio 1789 da una famiglia della borghesia locale.
Iniziò la propria carriera nella diocesi di Como, per la quale venne ordinato sacerdote, come segretario del suo predecessore, il vescovo Giambattista Castelnuovo.
Nominato suo successore alla morte di quest'ultimo il 20 gennaio 1834, ricoprì la carica per oltre vent'anni, proseguendo l'operato del Castelnuovo e traghettando la diocesi attraverso gli anni delle rivoluzioni.
Uomo di interessi poliedrici, fu collezionista d'arte, nonché di medaglie e oggetti di storia naturale, che arricchirono così il Vescovado cittadino.
Morì a Dongo, ove si era ritirato, la mattina del 13 novembre 1855, e, secondo le sue volontà, fu sepolto a Como nella Basilica di Sant'Abbondio, accanto al suo predecessore.
Alla sua morte seguirono tre anni di stallo nella nomina dei vescovi della diocesi e il suo successore, Giuseppe Marzorati, giunse solo nel 1858, agli albori della Seconda guerra d'indipendenza italiana.

## I rapporti con il Cantone Ticino e la polemica coi patrioti italiani
Un capitolo importante dell'episcopato di Romanò fu certamente quello dei rapporti con il Canton Ticino, e le sue istituzioni. All'epoca, infatti, le parrocchie del Cantone rientravano ancora sotto le diocesi di Como e di Milano.
I vari governi che, dal 1803, si succedettero alla guida del Cantone, intendevano svincolare le parrocchie ticinesi dalle ingerenze degli episcopati italiani, e auspicavano la creazione di una diocesi separata per il Ticino, il che sarebbe però avvenuto nel 1888.
In particolare, i liberali, al governo dal 1839, avevano intrapreso una decisa campagna di laicizzazione del Cantone, suscitando le forti reazioni da parte del vescovo Romanò e dell'arcivescovo di Milano, Carlo Bartolomeo Romilli.
Particolarmente decisa fu l'opposizione di Romanò alla legislazione civile ecclesiastica approvata dal governo cantonale ticinese nel maggio del 1855, pochi mesi prima della sua morte.
Il vescovo Romanò fu anche oggetto di aspre critiche da parte degli ambienti patriottici comaschi, per il suo contegno nei confronti delle autorità austriache, ritenuto eccessivamente accomodante, e per l'atteggiamento di freddezza dimostrato in occasione delle Cinque Giornate di Como, nel 1848.
Inoltre, Romanò fu oggetto di un pamphlet intitolato Il vescovo di Como, scritto dal patriota comasco Luigi Dottesio: in esso, il vescovo veniva dipinto come un prete ignorante e prepotente, amico dell'Austria e avverso ai principi liberali.

## Genealogia episcopale
La genealogia episcopale è:
- Cardinale Scipione Rebiba
- Cardinale Giulio Antonio Santori
- Cardinale Girolamo Bernerio, O.P.
- Arcivescovo Galeazzo Sanvitale
- Cardinale Ludovico Ludovisi
- Cardinale Luigi Caetani
- Cardinale Ulderico Carpegna
- Cardinale Paluzzo Paluzzi Altieri degli Albertoni
- Papa Benedetto XIII
- Papa Benedetto XIV
- Papa Clemente XIII
- Cardinale Marcantonio Colonna
- Cardinale Giacinto Sigismondo Gerdil, B.
- Cardinale Giulio Maria della Somaglia
- Cardinale Carlo Odescalchi, S.I.
- Vescovo Carlo Romanò